# Katedra (film)
Catedrala (în poloneză Katedra) este un film de scurt metraj de animație science-fiction din 2002. A fost regizat de Tomasz Bagiński. Se bazează pe o povestire cu același nume de Jacek Dukaj, câștigătorul premiului Janusz A. Zajdel în 2000. Filmul a fost nominalizat în 2002 la Premiul Oscar pentru cel mai bun scurtmetraj de animație la a-75-a ediție a premiilor Oscar. Filmul a câștigat, de asemenea, premiul pentru de cel mai bun scurtmetraj animat la SIGGRAPH în 2002 la San Antonio. 

## Prezentare
Filmul se concentrează asupra unui om care vizitează o clădire mistică, aparent organică, care arată ca o catedrală medievală. În timp ce străbate imensa structură, lumina de la torța lui cade pe stâlpii înconjurători, dezvăluind fețe umane. Ulterior, spectatorul își dă seama că fețele sunt încă vii, deoarece mai multe zâmbesc și deschid ochii în timp ce bărbatul trece pe lângă ele. Natura clădirii este dezvăluită parțial la răsărit, când lumina orbitoare încântă vizitatorul și face ca ramuri organice să-i țâșnească din piept. Aceste proeminențe devin apoi un alt set de piloni ai clădirii.

### Povestire
În povestirea omonimă a lui Jacek Dukaj, Părintele Pierre Lavone - naratorul povestirii - vizitează asteroidul pe care a fost înmormântat Izmir Predú, considerat de mulți un sfânt din cauza minunilor care au loc la mormântul său. Intenția preotului este de a ajuta liderii bisericii să decidă asupra autenticității minunilor și să decidă dacă să lase să zboare un asteroid liber rătăcind în spațiu sau să strângă fonduri pentru schimbarea traiectoriei sale pentru a-l păstra în zone accesibile.
Pe asteroid se află și Gazma, un bărbat convins că a fost vindecat de schizofrenie în urmă cu trei ani, la mormântul lui Izmir. Gazma este legat în mod inexplicabil de mormântul presupusului sfânt: orice încercare de a-l părăsi duce la simptome psihofizice care îl împiedică să facă acest lucru.
Ca doi, Gazma și Lavone rămân singuri pe planetoidul pustiu. Preotul întreprinde cercetări în Catedrală și descoperă că substanța care constituie materialul de construcție crește. Eroul își pierde din ce în ce mai des cunoștința și cade în catatonie. Gazma dispare. Preotul descoperă că s-a infectat cu substanța, gândurile sale devin mai lente, dar și secretele pietrei îi sunt dezvăluite, el nu mai are nevoie de oxigen și de atmosferă pentru a trăi. Lavone bănuiește că Gazma s-a transformat în piatră și a devenit parte a Catedralei. Știe că această soartă îl așteaptă curând.

## Recepție
Filmul a fost nominalizat în 2002 la Premiul Oscar pentru cel mai bun scurtmetraj de animație la a-75-a ediție a premiilor Oscar. Filmul a câștigat, de asemenea, premiul pentru de cel mai bun scurtmetraj animat la SIGGRAPH în 2002 la San Antonio, precum și alte câteva premii. 
În mai 2011, premierul polonez Donald Tusk a oferit mai multe cadouri președintelui american Barack Obama aflat în turneul său în Europa, așa cum este obiceiul. Unul dintre aceste cadouri a fost un iPad în care se afla scurtmetrajul Catedrala.